# Joaquín Martínez Bjorkman
Joaquín Martínez Bjorkman (Córdoba, 8 de febrero de 1928 - 10 de agosto de 2000) fue un abogado y político socialista español. Experto en Derecho Urbanístico y en materia de Ordenación del Territorio, tuvo especial proyección en la Junta de Andalucía en aprobación de los Planes Generales de las ciudades del Sur.

## Biografía
Licenciado en Derecho por la Universidad de Sevilla y profesor Mercantil por la Escuela Técnica de Comercio de Cádiz. Senador del PSOE por la provincia de Córdoba en la Legislatura Constituyente y en la I, II, y III Legislatura. Secretario de la Mesa del Senado en las Cortes Constituyentes (1977). Perteneció a las comisiones de Asuntos Exteriores, Derechos Humanos y también a la de Justicia.
Con el escritor y abogado Rafael Mir Jordano y con el fotógrafo José Jiménez Poyato, fundó en 1959 el cineclub Liceo en el Círculo de la Amistad de Córdoba. En 1962 fundó con Josefina Molina Reig el Teatro Medea. En 1965 organizó, con Rafael Mir Jordano, las I Conversaciones Nacionales sobre Teatro, interviniendo como ponentes Gonzalo Torrente Ballester, José María Rodríguez Méndez, José Monleón, Miguel Narros, Antonio Gala, José Luis Alonso de Santos y José Sanchís. En 1970 fue vocal del I Festival Internacional de Teatro Independiente de San Sebastián, en el que actuaron grupos como Els Joglars y Esperpento (Alfonso Guerra). Promotor del Centro de Teatro Popular de Córdoba. Fue miembro del Colegio de Abogados de Córdoba desde 1959 a 2000, donde desempeñó cargos en la junta de gobierno y comité de Cultura. También estuvo adscrito al Colegio de Profesores Mercantiles de Córdoba. Fue asesor jurídico de la Asociación de la Prensa y asesor de la Unión de Periodistas.
Abogado laboralista y defensor ante el Tribunal de Orden Público (TOP) y delegado al Congreso de la Abogacía en León en 1970. Socio fundador del Círculo Cultural Juan XXIII del que fue presidente entre 1973 y 1974. Miembro de Amnistía Internacional, visitó Latinoamérica e intervino en la Comisión de Juristas Internacionales en Montevideo (Uruguay), en 1977, contra la dictadura militar de aquel país. Correspondiente de la Real Academia de Córdoba desde 1969. Promotor de la Asociación de Estudios Socialistas Julián Besteiro. Delegado en los congresos del PSOE XXVII, XXVIII y XXIX. Delegado en el primer congreso de la Unión General de Trabajadores en Madrid (1976) durante la transición española. 
Fue presidente provincial del PSOE de Córdoba en 1980 y miembro del comité director de dicho partido en Andalucía en 1985-1988. En las elecciones municipales españolas de 1983 fue cabeza de lista por el PSOE. Renunció a su acta de concejal ante los pobres resultados obtenidos en las mismas y volvió al Senado.

## Enlaces
- Ateneo de Córdoba
- Senadores del Reino de España: Joaquín Martínez Bjorkman

- Datos: Q6452849